# Elymus uralensis
Elymus uralensis — вид рослин родини тонконогові (Poaceae), поширений у Євразії.

## Опис
Багаторічник. Кореневища короткі. Стебла завдовжки 50–100 см. Листові піхви на поверхні голі чи запушені. Листові пластини 5–10 мм ушир, поверхня запушена. Суцвіття 8.5–17 см завдовжки. Колосочки від еліптичної до довгастої форми, стиснуті збоку, 15 мм завдовжки, складаються з 4–5 плідних квіточок. Колоскові луски схожі, ланцетні, 8–10 мм завдовжки, без кілів, 5-жилкові, верхівки гострі, остисті, поверхні шершаві. Родюча лема довгаста, 8–11 мм завдовжки, 5-жилкова, поверхня запушена, вершина гостра, остиста.

## Поширення
Поширений у центральній і східній Європі (Австрія, Угорщина, Словаччина, Молдова, Україна, Росія) й центральній Азії (Казахстан, Киргизстан, Таджикистан, Росія, Монголія, Китай [Сіньцзян]).